# Собібур (станція)
Собібур (пол. Sobibór) — проміжна залізнична станція на лінії №81 Холм — Влодава між станціями Угруськ (8 км) та Влодава (8 км).  Розташована у Польщі, в селі Жлобек Володавського повіту Люблінського воєводства. 

## Історичні відомості
Станція відкрита 1887 року під час будівництві відгалуження від Варшавсько-Тереспільської залізниці з Берестя. Протягом історії існування мала назви: Сабібур (1922), Собібор (1939-1945).

## Пасажирське сполучення
Регулярне пасажирське сполучення припинилося з листопада 2002 року.
З серпня 2012 року відновлено сезонний пасажирський рух з використанням рейкових автобусів польського виробництва PESA.
Тут є одна острівна платформа .
У 2017 році зупинка обслуговувала 0-9 пасажирів на добу.